# マップアール
マップアール（英語: MapR）は、アメリカ合衆国カリフォルニア州サンタクララに本拠を置いていたビジネスソフトウェア会社である。Apache Hadoop、Apache Spark、分散ファイルシステム、マルチモデルデータベース管理システム、イベントストリーム処理といったビッグデータワークロードを含む、単一のコンピュータ・クラスターから多様なデータソースへのアクセス手段を提供し、リアルタイム分析と業務アプリケーションを結びつけていた。その技術は汎用ハードウェアとパブリッククラウドコンピューティングサービスの両方で動作した。2019年8月、Hewlett-Packard Enterprize社がマップアールの事業を買収したことを発表した。

## 資金調達
マップアールはLightspeed Venture PartnersおよびNew Enterprise Associatesから900万ドルの出資を受けて2009年に設立された株式非公開企業である。MapRの主な経営陣はGoogle、Lightspeed Venture Partners、Informatica、EMCコーポレーション、Veohといった企業の出身である。MapRは2011年8月にRedpoint Venturesを中心とした追加の出資ラウンドを実施した。2013年の出資ラウンドはMayfield Fundを中心に行われ、Greenspring Associatesも出資者として名を連ねた。2014年6月、MapRはGoogle Capitalを中心に、Qualcomm Venturesおよび既存投資家のLightspeed Venture Partners、Mayfield Fund、New Enterprise Associates、Redpoint Venturesも加わり、1.1億ドルの資金調達を行った。

## 製品
MapRはHBase、Pig、Apache Hive、Apache ZooKeeperといったApache Hadoopプロジェクトへの貢献を行っている。
MapRは2011年5月25日にEMCコーポレーションと技術ライセンス契約を締結し、EMC独自のApache Hadoopディストリビューションのサポートを開始した。また、MapRはAmazon Web Servicesに採用され、AmazonのElastic MapReduce (EMR)サービスの上位バージョンの提供を行っている。さらに、MapRはGoogleにも技術パートナーとして選ばれている。MapRはGoogleのクラウド基盤上でMinute Sortの性能記録を更新した。
MapRはM3、M5、M7として知られる3つのレベルの製品向けソフトウェアライセンスを提供していた。M3はM5製品から可用性機能を一部省いた無償バージョンである。M7はM5と同様であるが、ファイルシステム層に直接HBase APIを実装した専用のHBaseの改良版が追加されている。
2016年、MapRは製品名を"コンバージド・データ・プラットフォーム"に変更した。バージョン5.1.0にはMapR FSファイルシステム、MapR-DBドキュメントデータベース管理システム（NoSQLとして販売されている）、Apache Kafkaインターフェースを実装したMapR Streamsが含まれている。

## 提携
- Amazon Web ServicesはApache Hadoopバージョンに対する追加料金ありの選択肢として、Elastic MapReduceサービス上でMapRのM3およびM5エディションを提供している[11]。
- 2014年にBig Data Partnershipは、EMEA地域で最初の認定トレーニング・システムインテグレーションパートナーとしてMapRと提携を発表した[14]。
- GoogleはGoogle Compute Engineの立ち上げに際してMapRと提携した[15]。
- シスコシステムズはCisco Unified Computing SystemプラットフォームでのMapRソフトウェアのサポートを発表した[16]。
- Informatica Corporation
- Impetus Technologies
- Talend
- テラデータ
- タタ・コンサルタンシー・サービシズ[17]
- Databricks[18]
- The unbelievable Machine Company[19]

## HPE社による買収
ヒューレット・パッカード エンタープライズ（HPE）は2019年8月5日、マップアール社の事業資産を買収したと発表した。マップアール社が同年6月に大規模なリストラを行ったことが明らかになり、身売り交渉をしているとの観測も出ていた。